# 周克敏
周克敏（1962年—），男，安徽芜湖人，自动控制专家，美国路易斯安那州立大学教授。主要从事鲁棒与最优控制领域研究。

## 生平
1982年获北京航空航天大学自动控制专业学士学位。1988年获美国明尼苏达大学博士学位。1988年至1990年，在美国加州理工学院从事博士后研究工作。1990年入职路易斯安那州立大学电气与计算机工程系，2000年升为正教授。2003年当选IEEE Fellow。2004年入选中华人民共和国教育部长江学者讲座教授，担任哈尔滨工业大学深圳研究生院特聘教授。2009年入选中共中央组织部“千人计划，2011年任西南交通大学教授。2012年入选美国科学促进协会会员。2017年12月入职山东科技大学，担任“复杂系统控制与诊断技术”科研团队负责人。